# Marie Haushofer
Marie Haushofer (geboren am 14. Mai 1871 in München; gestorben am 2. November 1940 in Neufinsing) war eine deutsche Malerin und Dichterin. Sie engagierte sich in der bürgerlichen Frauenbewegung Münchens und verfasste das Stück Zwölf Culturbilder aus dem Leben der Frau.

## Leben

### Familie

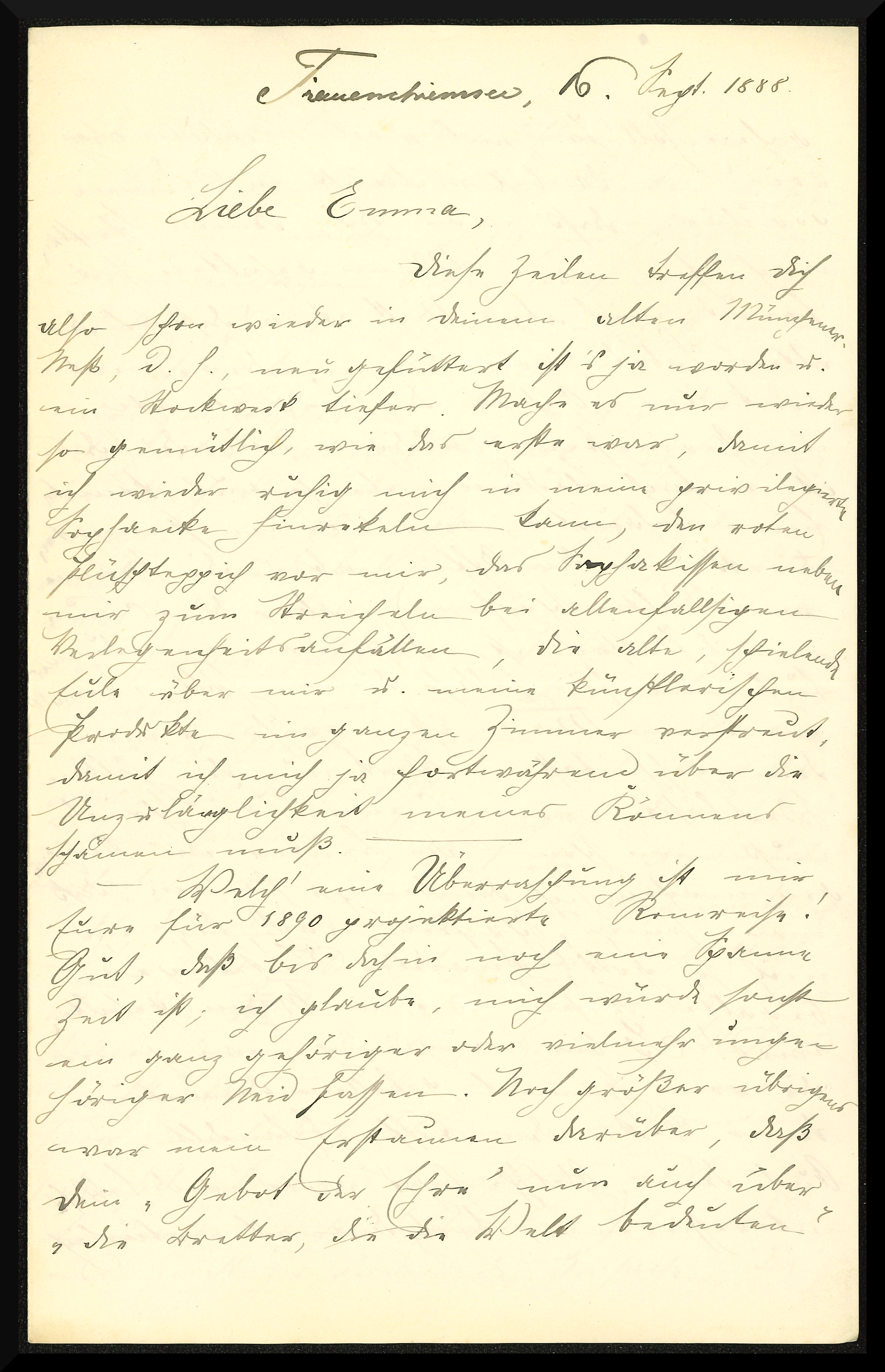
Brief von Marie Haushofer an Emma Haushofer-Merk vom 16. September 1888

Marie Haushofers Eltern waren Max Haushofer, Dichterphilosoph und Professor an der Technischen Hochschule München und Adelheid Fraas. Sie hatte zwei Brüder: Karl Haushofer und Alfred Haushofer. Ihr Großvater väterlicherseits war der sogenannte Chiemsee-Maler Maximilian Haushofer, der 1828 auf der Fraueninsel mit der Künstlerkolonie Frauenchiemsee eine der ältesten europäischen Künstlerkolonien gegründet hatte. Marie Haushofer und ihre Brüder wuchsen nach dem Tod der Mutter 1872 beim Vater und den Großeltern auf. Auf der Fraueninsel im Chiemsee hatte Familie Haushofer im ehemaligen Tuchmacherhaus ihr Zuhause. Wie ihr Vater und ihre Stiefmutter Emma Haushofer-Merk arbeitete Marie Haushofer während ihrer Aufenthalte dort und fertigte einige Aquarelle dortiger Örtlichkeiten an und verfasste Gedichte wie zum Beispiel Allerseelen 1902.

### Malerin und Dichterin
Marie Haushofer bewegte sich früh in den Künstler- und Gelehrtenkreisen Münchens und malte selbst; in den ersten Jahren Porträts und Landschaftsbilder, später kopierte sie Werke alter Meister aus der Alten Pinakothek. Ab 1894 engagierte sich Haushofer in der bürgerlichen Frauenbewegung Bayerns. Sie und ihr Vater waren ab 1895 Stammgäste im Salon der Schriftstellerin Carry Brachvogel am Siegestor, der in den 1920er-Jahren zum Zentrum des kulturellen Lebens der Stadt wurde. Brachvogel war mit Haushofers Stiefmutter, Emma Haushofer-Merk, befreundet und widmete Marie 1897 ihre zweite Veröffentlichung Der Erntetag und Anderes. Novellen. Marie Haushofer, ihr Vater und ihre Schwägerin Martha Haushofer standen 1897 erstmalig auf der Liste der Mitglieder der „Gesellschaft zur Förderung geistiger Interessen der Frau“, ab 1899 „Verein für Fraueninteressen“. Haushofer wurde Mitglied und engagierte sich als „Vereinsdichterin“ und hielt Vorträge über Literatur.

### „Zwölf Culturbilder aus dem Leben der Frau“
Im Oktober 1899 fand in München erstmalig der „Bayerische Frauentag“ statt. Acht Vereine aus München – darunter der „Verein für Fraueninteressen“ – die sich alle dem Bund Deutscher Frauenvereine angeschlossen hatten, organisierten den dreitägigen Kongress. Zum ersten Mal trafen sich Frauen aus ganz Bayern, um ihre Rolle in der Gesellschaft zu diskutieren. Die bürgerliche Frauenbewegung stellte die traditionellen Rollenvorstellungen in Frage und entwarf neue Bilder und Rollen der Frau.
Marie Haushofer schrieb für diesen Anlass das Festspiel Zwölf Culturbilder aus dem Leben der Frau. Es wurde am Abend des dritten Veranstaltungstages am 21. Oktober 1899 uraufgeführt. Sophia Goudstikker, die damalige Lebensgefährtin von Anita Augspurg, führte Regie und spielte selbst mit. Zu Beginn des Stückes sprach die Muse der Geschichtsschreibung, Klio. Sie begrüßte das bevorstehende 20. Jahrhundert, wunderte sich aber über die Geschichtsschreibung, die nur von den Taten der Männer berichtet.

„Doch was auch Großes hier mein Griffel zeigt,
Eins ist, von dem mir die Geschichte schweigt;
Sie spricht von e i n e r  Menschheitshälfte nur -
Und von der andern fehlt mir oft die Spur!
Es ist der M a n n , der kämpft, erfindet,
Der Mann ist’s der den Staat gegründet
Und fügte der Kulturwelt Bau;
Was that in all’ der Zeit die Frau?“

Im Anschluss wurden in sogenannten „lebenden Bildern“ zwölf historische Begebenheiten verschiedener Jahrhunderte, Kulturen sowie Epochen und die verschiedenen Rollen der Frauen darin dargestellt. Im Schlussbild erschien die Zeit um 1900 mit den berufstätigen Frauen, den Buchhalterinnen, Gelehrten, Malerinnen usw. Die Figur der Arbeit forderte für alle Frauen das Recht, die Geschichte mitbestimmen zu dürfen und nicht mehr nur Mütter, Töchter oder Ehefrauen zu sein, eine gleichberechtigte Teilhabe am öffentlichen Leben und die geistige und materielle Selbstständigkeit sollte auch Frauen zugänglich sein. „Wir schaffen uns selber unser Recht“ war demnach auch eine der Kernaussagen des Festspiels, die durch den Zusammenschluss von Frauen in Vereinen und Organisationen in die Tat umgesetzt wurde, um eine Teilhabe aller an der Gesellschaft zu ermöglichen.

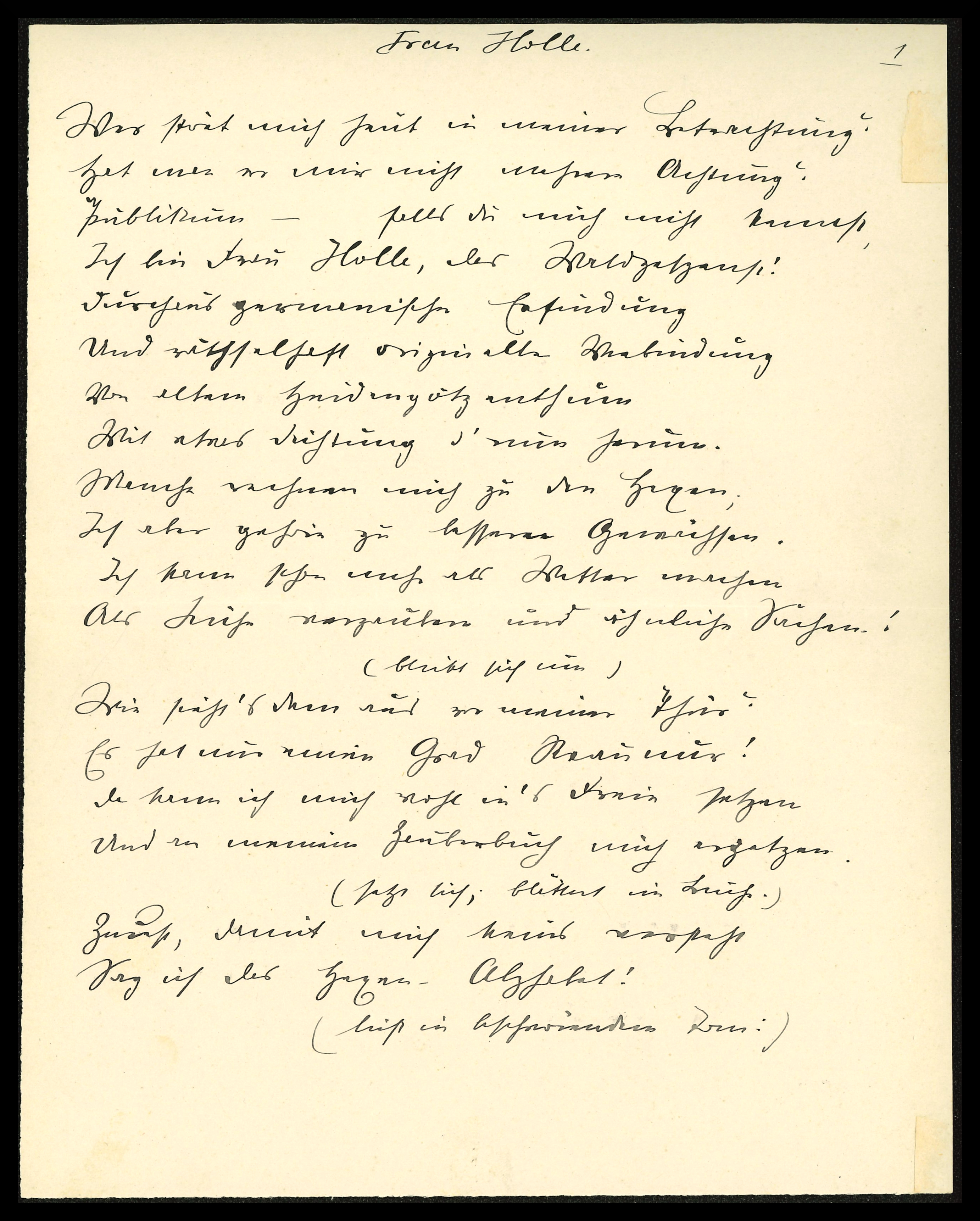
Manuskript zu Frau Holle, 1909–1910

Die anwesenden Frauen und die Presse feierten das Festspiel, 1900 wurde es in Nürnberg und 1902 in der Oper in Bayreuth mit großem Erfolg aufgeführt. Helen Watanabe-O’Kelly bezeichnete das Stück 2010 als ein bedeutendes Zeugnis der deutschen Emanzipationsbewegung, das die traditionelle Rolle der Frau mit theatralischen Strategien hinterfrage. Im Atelier Elvira, das Goudstikker und Augspurg betrieben, wurden im Vorfeld oder im Nachgang der Uraufführung des Stücks 14 Szenefotografien mit allen Darstellerinnen angefertigt. Die Fotografien sind in einem ledernen Fotoalbum mit der Aufschrift Marie Haushofer’s Festspiel zum 1. Allgemeinen Bayerischen Frauentag in München 18.– 21. Oktober 1899 eingebunden.

### Weiteres Leben
Marie Haushofer verfasste das Stück Frau Holle, das 1910 auf dem Münchener Jugendtag aufgeführt wurde sowie zum 20-jährigen Bestehen des Vereins für Fraueninteressen ein Festspiel, das im Mai 1914 aufgeführt wurde. Wie Gästebücher belegen, waren Marie Haushofer, Emma Haushofer-Merk und Carry Brachvogel oft in der Villa Weinmann am Starnberger See zu Gast, heute der Altbau des heutigen Hauses Buchenried, heutige Außenstelle der Münchner Volkshochschule. 1910 zog Haushofer zu ihrer Stiefmutter, 1919 wohnte sie mit ihrem langjährigen Freund Wolfgang Ruoff zusammen.

### Tod
Da sie vermutete, schwer krank zu sein und ihren Geschwistern nicht zur Last fallen wollte, ertränkte sie sich 1940 in der Isar. Marie Haushofer ist auf dem Friedhof der Fraueninsel begraben. In der Monacensia, dem Literaturarchiv der Stadtbibliothek München, sind Briefe, Manuskripte und Fotos von Marie Haushofer archiviert.

## Werke (Auswahl)
Gemälde
- Jesus bei Maria und Martha
- Frauenchiemsee
- Blühende Kastanien
- Bauernhaus am Chiemsee
- Blick auf die Fraueninsel
- Chiemsee-Landschaft mit Fraueninsel

Gedichte
- Allerseelen 1902
- Die Führerin

Schauspiele
- Zwölf Culturbilder aus dem Leben der Frau
- Frau Holle
- Festspiel zum 20-jährigen Bestehen des Vereins für Fraueninteressen

## Ausstellungen (posthum)

### Als Künstlerin
- 2020/2021: Frau darf … 100 Jahre Künstlerinnen an der akademie, Stadtmuseum Fürstenfeldbruck, Fürstenfeldbruck[8]
- 2021: Über die Schwelle: Familie Haushofer – fünf Generationen in Kunst, Wissenschaft und Politik, Fachberatung Heimatpflege des Bezirks Oberbayern, Benediktbeuern[9]
- 2022: Glanzvoll: Die Kunst der Prinzregentenzeit am Chiemsee, Galerie im Alten Rathaus in Prien am Chiemsee[10]

### Als Dichterin und Vertreterin der Frauenbewegung
- 2018: Evas Töchter – Münchner Schriftstellerinnen und die moderne Frauenbewegung 1894–1933, Monacensia, München[11]